# Medas
Medas is een plaats (freguesia) in de Portugese gemeente Gondomar en telt 2 353 inwoners (2001).